# Navallos (Guntín)
Navallos (llamada oficialmente San Pedro de Navallos) es una parroquia y una aldea española del municipio de Guntín, en la provincia de Lugo, Galicia.

## Organización territorial
La parroquia está formada por tres entidades de población:
- Eirexe (A Eirexe)
- Navallos
- Pacios

## Demografía

### Parroquia
| Gráfica de evolución demográfica de Navallos (parroquia) entre 2000 y 2020 |
|                                                                            |
| Datos según el nomenclátor publicado por el INE.                           |

### Aldea
| Gráfica de evolución demográfica de Navallos (aldea) entre 2000 y 2020 |
|                                                                        |
| Datos según el nomenclátor publicado por el INE.                       |